# Marius Prünte
Marius Prünte (* 5. Februar 1990 in Hamm) ist ein deutscher Radsportler. Er errang bei den World Firefighter Games in Südkorea 2018 zwei Goldmedaillen im Zeitfahren und in der Disziplin Mountainbike. Bereits 2016 wurde er in Göttingen Deutscher Feuerwehrmeister im Zeitfahren.
2007 und 2008 fuhr Marius Prünte in der Junioren-Bundesligaauswahl des Landes NRW und im Jahr 2008 in der deutschen Nationalmannschaft. Von 2009 bis 2011 startete er für die jeweiligen Bundesligateams U23 für NRW und im Jahr 2012 für das Team Bike Aid. Insgesamt kann Marius Prünte in seiner Laufbahn als Radsportler zwölf Siege und mehr als 150 Platzierungen unter den besten 15 Plätzen vorweisen.
Im Oktober 2021 konnte er, wie geplant, den  deutschen Geschwindigkeits-Rekord brechen. Er erreichte 166,2 Kilometer pro Stunde, wie das Rekord-Institut für Deutschland mitteilte. Damit übertraf Prünte die Rekordmarke aus dem Jahr 1950 um fast 12 Kilometer pro Stunde.

## Erfolge
- 2008: 1. Platz Landesmeister NRW[6]
- 2016: 1. Platz deutscher Feuerwehrmeister im Zeitfahren[7]
- 2017: 3. Platz Cyclassics Hamburg 180 (174 km)[8]
- 2018: 1. Platz im Zeitfahren und 1. Platz Mountainbike, World Firefighter Games Südkorea[9]

## Vereinszugehörigkeit
- Radsportverein Wellinghofen[10]